# Volvarina pseudophilippinarum
Volvarina pseudophilippinarum is een slakkensoort uit de familie van de Marginellidae. De wetenschappelijke naam van de soort is voor het eerst geldig gepubliceerd in 2008 door Cossignani.